# Siempre libre
Siempre libre es el segundo álbum de estudio de la banda argentina Turf, lanzado en octubre del año 1999 por Musimundoy producido por Coti Sorokin en los estudios El Pie y Liquid entre 1998 y 1999. El disco fue presentado el 17 de diciembre de 1999 en La Trastienda.
El álbum se caracteriza por ser más alegre y psicodélico a comparación del anterior. Las canciones más destacadas del disco son «Siempre libre», «Me hace sentir» y «Esa luz», este último contó nuevamente con la participación de Charly García. Fue remasterizado en 2019 para festejar sus 20 años.

## Lista de temas
| Siempre libre |                               |                    |                                   |          |  |
| N.º           | Título                        | Letras             | Música                            | Duración |  |
| 1.            | «Siempre libre»               | Levinton           | Levinton · Lopatín · Ottavianelli | 4:39     |  |
| 2.            | «Me hace sentir»              | Levinton · Lopatín | Levinton · Lopatín                | 4:08     |  |
| 3.            | «El jugador»                  | Levinton           | Levinton · Lopatín                | 3:24     |  |
| 4.            | «Aterrizar»                   | Levinton           | Levinton                          | 3:56     |  |
| 5.            | «Valle de la Luna»            | Instrumental       | Lopatín · Ottavianelli            | 1:57     |  |
| 6.            | «Esa luz» (con Charly García) | Levinton           | Levinton                          | 5:34     |  |
| 7.            | «Piolines»                    | Levinton           | Levinton · Lopatín                | 4:45     |  |
| 8.            | «Tu Sam»                      | Levinton · Lopatín | Levinton · Lopatín                | 4:10     |  |
| 9.            | «Más loca que yo»             | Levinton           | Levinton · Lopatín                | 3:13     |  |
| 10.           | «Fuera del mundo»             | Levinton           | Lopatín · Ottavianelli            | 4:01     |  |
| 11.           | «Miniturismo»                 | Levinton           | Levinton · Lopatín                | 4:37     |  |
| 12.           | «Valeria del Mal»             | Levinton           | Lopatín · Ottavianelli            | 5:24     |  |
| 13.           | «Siempre libre II»            | Levinton           | Levinton                          | 4:42     |  |

Notas:
- «Piolines» incluye un fragmento de «Desconfío» de Pappo.

## Músicos
- Joaquín Levinton – voz y guitarra.
- Leandro Lopatín – guitarra y coros.
- Nicolás Ottavianelli – teclados.
- Tody Tapia – bajo.
- Fernando Caloia – batería.

Invitados
- Charly García – voz en «Esa luz».
- Coti Sorokin – arreglos, guitarras, piano y coros.
- Miguel Ángel Tallarita – latones.
- Federico Sánchez – chelo.
- Coro Polifónico – coros.
- Daniel Alaguibe – percusión.
- Roberto Kuczer – sitar.
- Adi Azicri – tambores de acero.
- Javier Casalla – violines.
- Andrea Báez, Magalí Bachor y Willy Lorenzo – coros.[3]

## Datos técnicos
- Arreglos y producción: Coti Sorokin.
- Productor ejecutivo: Carlos Ohanian.
- Grabado en: Estudios El Pie y Liquid.
- Mezclado en: Estudio El Pie.
  - Ingeniero de grabación y mezcla: Maxi Miglin.
  - Asistente de grabación: Uriel Dorfman.
- Masterizado en Soundesigner por Mario Breuer.[3]